# RIZIN.21
RIZIN.21（ライジン・トゥエンティーワン）は、日本の総合格闘技団体「RIZIN」の大会の一つ。
2020年2月22日に静岡県浜松市浜松アリーナで開催された。

## 概要
2020年の開幕大会となった本大会は、朝倉未来がRIZIN.20に続いて参戦。また、RIZINバンタム級戦線へ新たに金原正徳と井上直樹が初参戦した。
大会の模様は、地上波ではフジテレビ(関東ローカル)で2月29日(土)深夜26:15～27:45に放送された。また、GYAO!でのPPV配信は本大会で最後となった。

## 対戦カード

### オープニングファイト
第1試合 オープニングファイト キックボクシングルール 59.0kg契約ワンマッチ 3分3R
△  戸塚昌司 vs.  大澤匡弘 △
3R終了 判定1-0（ドロー）
第2試合 オープニングファイト キックボクシングルール 70.0kg契約ワンマッチ 3分3R
○  憂也 vs.  康輝 ×
1R 2:30 KO（パンチ連打）
第3試合 オープニングファイト キックボクシングルール 60.0kg契約ワンマッチ 3分3R
○  ヘンリー・セハス vs.  SEIDO ×
3R終了 判定3-0

### メインカード
第1試合 キックボクシングルール 57.0kg契約ワンマッチ 3分3R
○  竹内賢一 vs.  直哉 ×
3R終了 判定3-0
第2試合 キックボクシングルール 120.0kg契約ワンマッチ 3分3R
○  実方宏介 vs.  酒井リョウ ×
1R 1:28 KO（右フック）
第3試合 MMAルール 66.0kg契約ワンマッチ 5分3R 肘あり
○  ヴガール・ケラモフ vs.  カイル・アグォン ×
3R終了 判定3-0
第4試合 MMAルール 61.0kg契約ワンマッチ 5分3R 肘あり
×  トレント・ガーダム vs.  井上直樹 ○
3R終了 判定0-3
第5試合 柔術エキシビジョン イリミネーションマッチ 10分
○  ホベルト・サトシ・ソウザ vs.  チーム中井 ×
8:04（10分の試合時間内にソウザがチーム中井の五人から1本取れるかという特別ルール）
第6試合 MMAルール 61.0kg契約ワンマッチ 5分3R 肘あり
○  金太郎 vs.  加藤ケンジ ×
1R 4:21 リアネイキッドチョーク
第7試合 MMAルール 79.0kg契約ワンマッチ 5分3R 肘あり
○  マルコス・ヨシオ・ソウザ vs.  ファルコン・ネト ×
1R 1:27 TKO（レフェリーストップ：グラウンドパンチ）
第8試合 MMAルール 120.0kg契約ワンマッチ 5分3R 肘あり
○  ロッキー・マルティネス vs.  関根“シュレック”秀樹 ×
1R 4:04 TKO（レフェリーストップ：グラウンドパンチ）
第9試合 MMAルール 61.0kg契約ワンマッチ 5分3R 肘あり
○  ビクター・ヘンリー vs.  金原正徳 ×
2R 0:45 TKO（レフェリーストップ：グラウンドパンチ）
第10試合 MMAルール 68.0kg契約ワンマッチ 5分3R 肘あり
○  朝倉未来 vs.  ダニエル・サラス ×
2R 2:34 KO（グラウンドパンチ）